# Anneke Wills
Anneke Wills (Fulmer Chase, 20 ottobre 1941) è un'attrice britannica, nota per aver interpretato il ruolo di Polly Wright nella serie televisiva Doctor Who.

## Filmografia parziale

### Cinema
- Candidate for Murder, regia di David Villiers (1962)
- Some People, regia di Clive Donner (1962)
- Il cadavere in cantina (Nothing But the Best), regia di Clive Donner (1964)
- Le ragazze del piacere (The Pleasure Girls), regia di Gerry O'Hara (1965)

### Televisione
- Passage of Arms, regia di David Eadie – film TV (1955)
- The Blakes – miniserie TV 4 puntate (1955)
- The Railway Children – serie TV, 8 episodi (1957)
- Gamble for a Thrones, regia di David Goddard (1961)
- Doctor Who – serie TV, 36 episodi (1966-1967)
- Strange Report – serie TV, 16 episodi (1969-1970)
- Un'avventura nello spazio e nel tempo (An Adventure in Space And Time), regia di Terry McDonough - film TV (2013) - cameo